# Franz Mentzel
Franz Friedrich Mentzel  (* 30. Oktober 1864 in Ehrenfeld; † 17. Februar 1949) war ein deutscher Jurist und Senatspräsident am Reichsgericht.

## Leben
Den Preußen Mentzel vereidigte man 1887. 1898 wurde er Amtsrichter. 1902 wurde Mentzel zum Landrichter befördert. 1906 wurde er Landgerichtsrat und 1908 Oberlandesgerichtsrat. Im Juli 1917 kam er an das Reichsgericht. Er war als Richter im VII. Zivilsenat tätig. Im April 1928 wurde er Präsident des VII. Zivilsenats und des personalidentischen V. Strafsenats.

## Schriften
- Kommentar zur Reichskonkursordnung. Mannheim (1.–4. Auflage), Berlin (5. Auflage). 1926–1937; spätere Bearbeiter: Georg Kuhn, Wilhelm Uhlenbruck.